# Flèche de Kinbourn
Ne doit pas être confondu avec Péninsule de Kinbourn.
Pour les articles homonymes, voir Kinbourn.
La flèche de Kinbourn, ukrainien : Кінбурнська коса, Kinburnska kosa, turc : Kınburun, soit « pointe à fourrage » est une flèche littorale d'Ukraine sur la mer Noire, à l'extrémité occidentale de la péninsule de Kinbourn, dans l'oblast de Mykolaïv, face à la ville d'Otchakiv.
Lors de l'invasion russe de l'Ukraine en 2022, le site fait l'objet de batailles importantes, en particulier dans le cadre de celle de Mykolaïv.

## Géographie

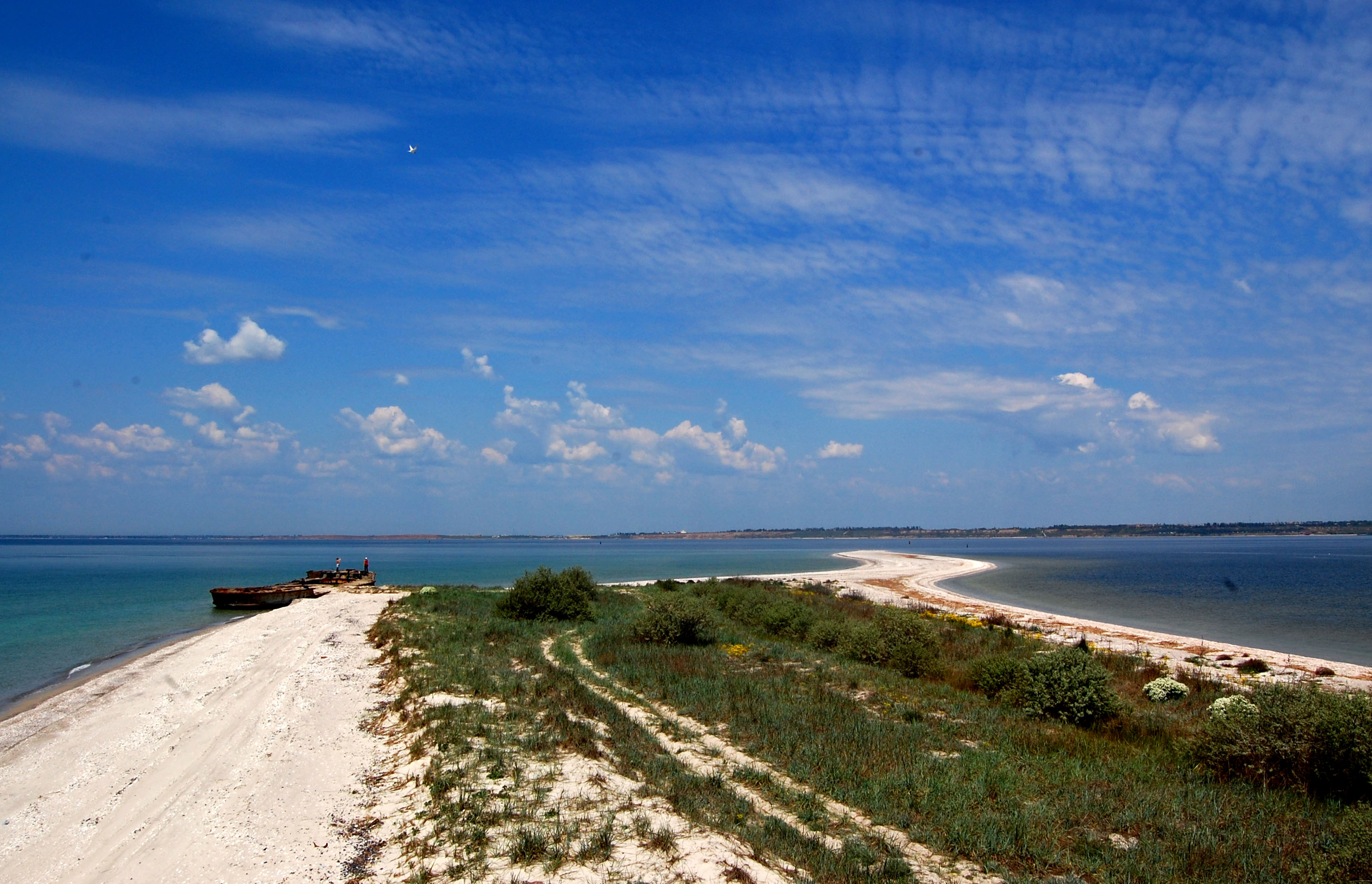
Extrémité de la flèche avec l'autre rive du golfe Borysthénique en face.

La flèche est située à l'extrême nord-ouest de la péninsule de Kinbourn, fermant le golfe Borysthénique entre la mer Noire et l'estuaire du Dnipro. 
Elle est longue de 8,5 kilomètres et large de 3,8 kilomètres à sa base.

## Histoire
Au milieu du XVe siècle la péninsule de Kınburun appartient au khanat de Crimée et est fréquentée par les pêcheurs pontiques chrétiens et des éleveurs de chevaux nogaïs, tengristes, qui étaient vassaux du khan de Crimée musulman. La péninsule de Kınburun est alors un avant-poste stratégique fiable et pratique pour contrôler le golfe Borysthénique. Par conséquent, sur la flèche, en face de Yaşı-Kale (« détroit des Iasses » en turc, ultérieurement Oçak, aujourd'hui Otchakiv), les Ottomans édifient le fort de Kınburun.
Cette forteresse ottomane qui assure le contrôle de la flèche et de la péninsule aux XVIIIe et XIXe siècle, est le site de quatre batailles :
- celle du 1er octobre 1787, remportée par le général russe Alexandre Souvorov sur les Ottomans, qui venaient de céder la région à la Russie ;
- celle du 17 octobre 1855, lors de la guerre de Crimée : la vieille forteresse est alors détruite, mais un nouveau fort est construit à sa place ;
- celle du 1er décembre 1943, lors de la Seconde Guerre mondiale, lorsque l'Armée rouge accule ici et anéantit des éléments de la Wehrmacht[3] ;
- celle du 12 novembre 2022, lorsque les troupes ukrainiennes tentent de chasser l'armée russe de la péninsule à la suite de la seconde bataille de Kherson[4].